# Luiz Fernando Pezão
Luiz Fernando de Souza (Piraí, 29 de março de 1955), mais conhecido como Luiz Fernando “Pezão” ou simplesmente Pezão, é um economista e político brasileiro. É filiado ao Movimento Democrático Brasileiro (MDB) e ex-governador do estado do Rio de Janeiro.
Graduado pela Universidade Estácio de Sá, ingressou na vida pública nos cargos de vereador na década de 1980 e de prefeito de sua cidade natal, Piraí, em 1997. Foi nomeado secretário estadual pela governadora Rosinha Garotinho em 2005. Por meio de sua aliança política com Sérgio Cabral Filho, foi eleito e reeleito vice-governador do Rio de Janeiro, acumulando o posto de secretario estadual de Obras, onde coordenou as principais obras do governo em regiões carentes, como o Complexo do Alemão e a Rocinha.
Ascendeu na política herdando o cargo de governador do estado após renúncia do titular Cabral Filho em 2014, elegendo-se no 2º turno das eleições daquele ano. Em 29 de novembro de 2018, Pezão foi preso no Palácio Laranjeiras acusado de corrupção; foi o primeiro governador fluminense em exercício a ser detido.

## Formação acadêmica e ingresso na política
Natural do município de Piraí e formado em economia e administração de empresas pela Universidade Estácio de Sá, ingressou na vida pública na década de 1980 ao ser eleito vereador por dois mandatos (1982-1988 e 1993-1996) e depois tornou-se prefeito de sua cidade natal por duas vezes (1996-2000 e 2001-2004).

### No secretariado estadual
Pezão foi nomeado subsecretário estadual de Governo e de Coordenação pela então governadora Rosinha Matheus em 2005, e assumiu a titularidade da pasta quando o então secretário Anthony Garotinho (marido da governadora e ex-governador) decidiu disputar pela segunda vez a Presidência da República.

### Como vice-governador

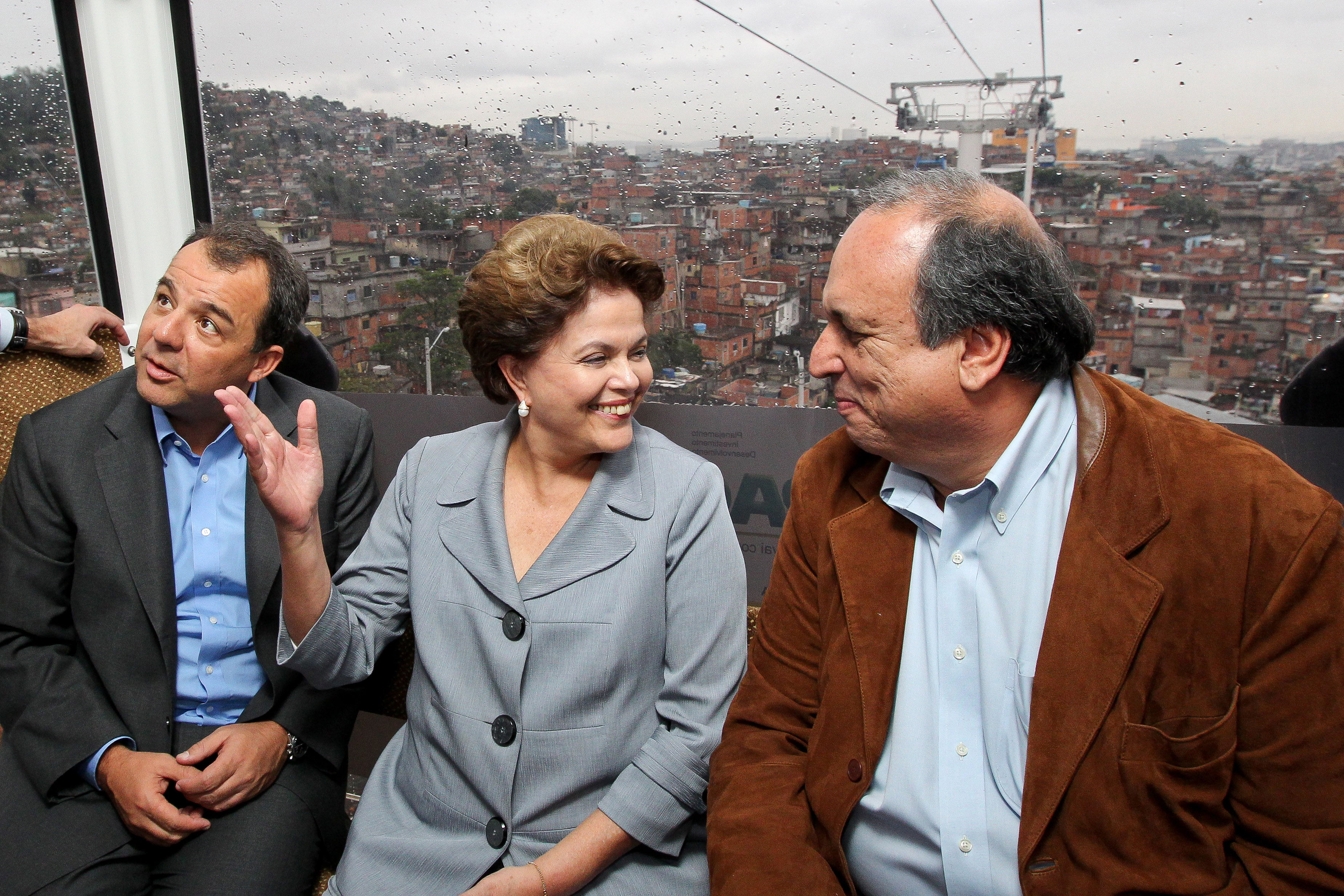
Dilma Rousseff, Sérgio Cabral e Pezão no Teleférico do Alemão, em 2011.

Eleito vice-governador do Rio de Janeiro na chapa de Sérgio Cabral Filho por dois mandatos (2007-2010 e 2011-2014), Pezão coordenou a recuperação das cidades da região serrana afetadas pelas chuvas e comandou os projetos Asfalto na Porta e Bairro Novo, que levaram melhorias urbanas tais como drenagem e pavimentação de ruas aos municípios do estado.
À frente da secretaria estadual de Obras, Pezão coordenou as principais obras do governo tais como as do Programa de Aceleração do Crescimento (PAC), Complexo do Alemão, Manguinhos, Pavão-Pavãozinho/Cantagalo e Rocinha bem como a construção do Arco Metropolitano.

### À frente do governo

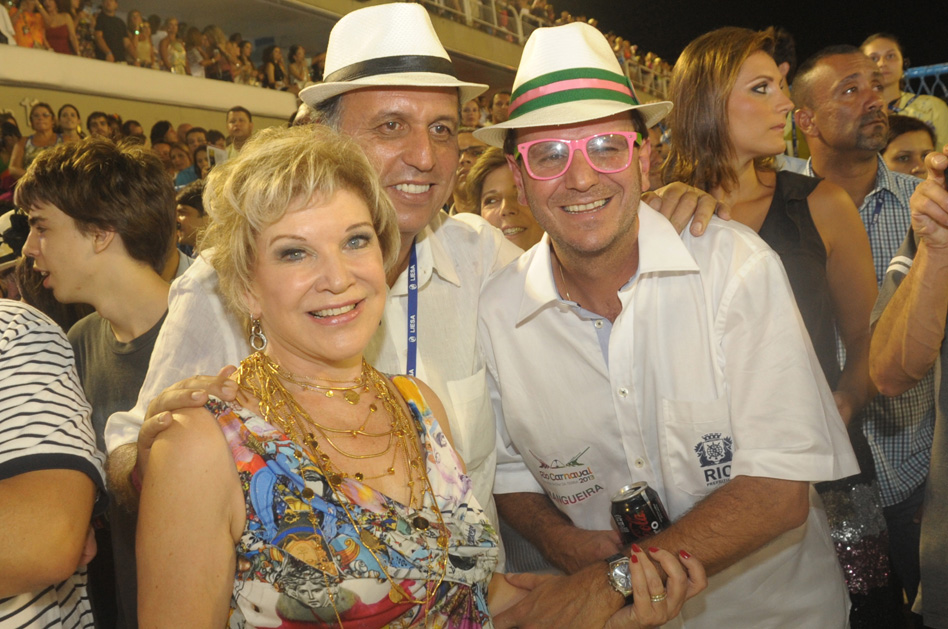
Eduardo Paes, Marta Suplicy e Pezão durante o carnaval.

Assumiu o cargo de governador do Rio de Janeiro após a renúncia, em 3 de abril de 2014, do então governador Sérgio Cabral Filho.
Foi reeleito governador do Rio de Janeiro no 2º turno das eleições de 2014 com 4.343.298 votos com 55,78% dos válidos contra o então senador Marcelo Crivella (PRB), que obteve 3.442.713 votos com 44,22% dos válidos.

### Operação Lava Jato
Em março de 2015, o ex-diretor da Petrobras Paulo Roberto Costa citou, em depoimento de delação premiada, disse que o ex-governador Sérgio Cabral Filho (PMDB), e Pezão teriam recebido 30 milhões de reais para caixa 2. Segundo Costa, Cabral seria um dos integrantes do esquema de corrupção que desviaria recursos da Petrobras. E pelo cargo que Pezão exerce de governador, o seu nome foi enviado pelo Ministério Público Federal (MPF) ao Superior Tribunal de Justiça (STJ) com a lista dos demais governadores suspeitos de envolvimento com a corrupção da estatal investigados pela Operação Lava Jato. Em setembro de 2015 a Polícia Federal (PF) pediu o arquivamento do inquérito. O governador disse que teve "a vida virada do avesso" na investigação da PF na operação. No mês seguinte, a Procuradoria-Geral da República pediu continuidade do inquérito contra Pezão e Cabral. Em dezembro de 2015, o doleiro Alberto Youssef reafirmou que a campanha à reeleição de Cabral, que tinha Pezão como vice na chapa, recebeu 30 milhões de reais desviados de obras da estatal. Pezão nega ter recebido repasses de Paulo Roberto Costa.

### Cassação
Em 8 de fevereiro de 2017, por 3 votos a 2 o Tribunal Regional Eleitoral do Rio de Janeiro (TRE-RJ) cassou o mandato de Pezão e do seu vice Francisco Dornelles por abuso de poder econômico e político, o que causaria a inelegibilidade de ambos por oito anos. O desembargador eleitoral Marco Couto, um dos membros da Corte, disse em seu voto que restou comprovado que contratos administrativos milionários foram celebrados em troca de doação de campanha. Além disto, a Procuradoria Regional Eleitoral no Rio de Janeiro afirmou que foram omitidos gastos da ordem de 10 milhões de reais na última campanha de governador, em 2014. Os efeitos da decisão de cassação ficaram suspensos até o julgamento de eventual recurso no Tribunal Superior Eleitoral (TSE). Em 28 de agosto de 2018, o TSE acolheu o recurso da chapa e anulou a decisão do TRE-RJ por entender que não foi respeitado a regra do Código Eleitoral que dispõe que todos os membros do órgão julgador deveriam participar da sessão, devendo a corte eleitoral fluminense refazer o julgamento em sua integralidade, com a presença dos 7 membros.

### Prisão
Pezão foi preso pela Polícia Federal na manhã de 29 de novembro de 2018. Alvo da Operação Lava Jato. Mas não teve seu mandato cassado, mantendo o título de governador do Rio de Janeiro, enquanto seu vice, Francisco Dornelles, lidera o executivo estadual como "governador em exercício", tal qual nas demais vezes que Pezão ficara afastado para tratamento de saúde.

### Soltura
Por três votos a zero, a Sexta Turma do STJ delegou soltura para o ex-governador no dia 10 de dezembro de 2019. Dois dos cinco ministros da turma não votaram porque se declararam impedidos. No lugar da prisão, os ministros estipularam as seguintes medidas cautelares:
- Comparecer em juízo quando chamado;
- Monitoramento por tornozeleira eletrônica;
- Proibição de contato com outros réus;
- Proibição de ocupar cargos ou funções públicas;
- Proibição de deixar o Rio de Janeiro sem autorização judicial;
- Comunicar o juiz qualquer operação bancária superior a R$ 10 mil;
- Recolhimento domiciliar noturno entre 20h e 6h, todos os dias.

## Vida pessoal
É casado com a advogada Maria Lucia Cautiero Horta Jardim, que, durante o mandato do marido como governador, foi primeira-dama do Rio de Janeiro e a presidente de honra do RioSolidário.

### Origem do apelido
Luiz Fernando de Souza é mais conhecido como Pezão, pelo fato de calçar sapatos de número 47. O apelido, que ganhou na infância, foi incorporado ao seu nome político. Posteriormente, recordou: "Tinha dificuldade quando era moleque. Eu achava o melhor sapato maior e botava no pé. Era uma tragédia. Eu estourava os meus sapatos. Nem sabia quanto calçava."

### Problemas de saúde

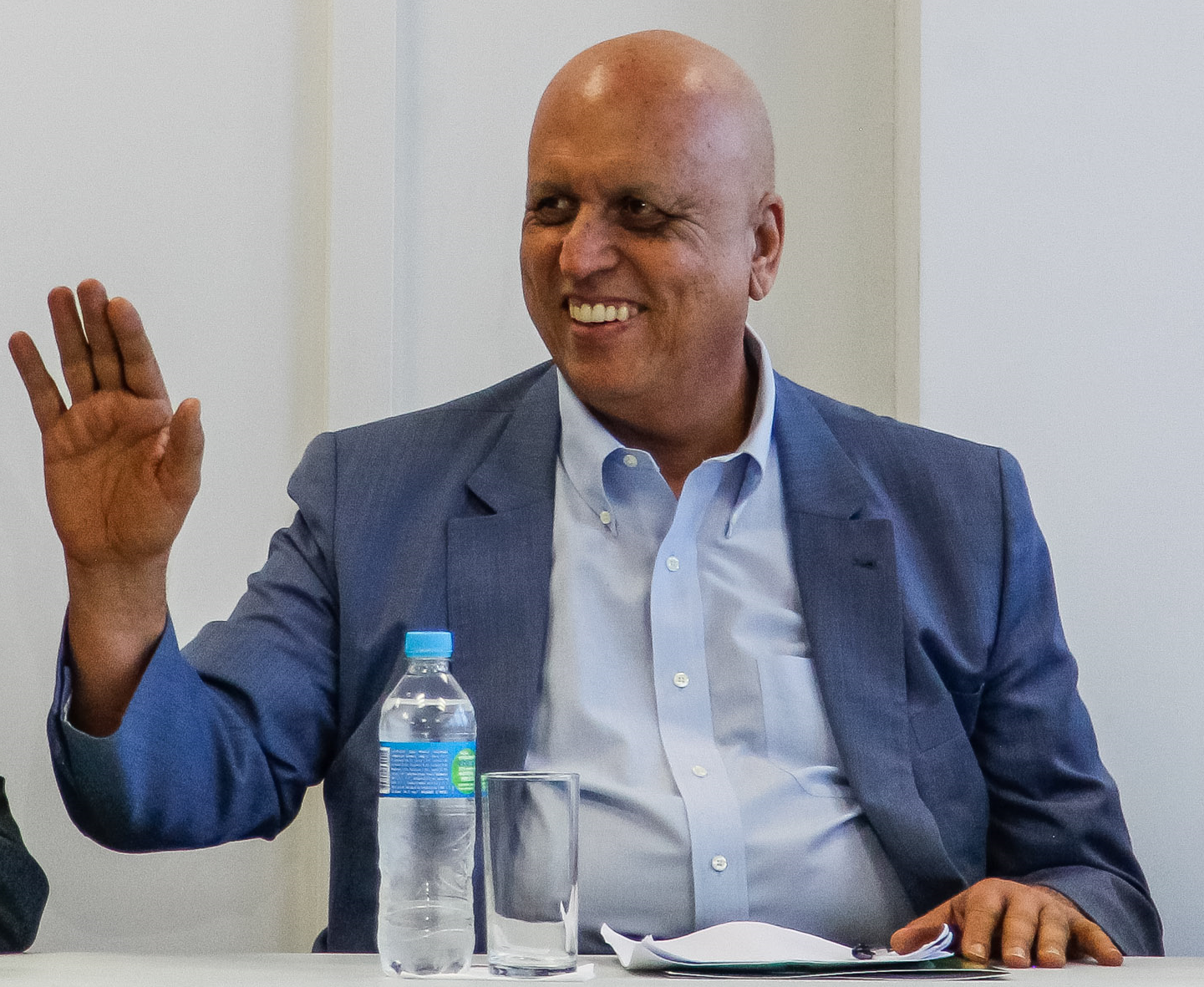
Pezão durante sua recuperação.

Pezão foi diagnosticado com linfoma não-hodgkin em 24 de março de 2016, um tipo de câncer que atinge o sistema linfático.
Após ciclos de quimioterapia, exames mostraram que Pezão estava curado do linfoma e o político pôde assim retomar seus trabalhos, mas ainda precisaria ser acompanhado por cerca de 5 anos, procedimento padrão para vítimas de câncer, a fim de que se verifique se a doença não retornará.